# Mittellitauische Niederung

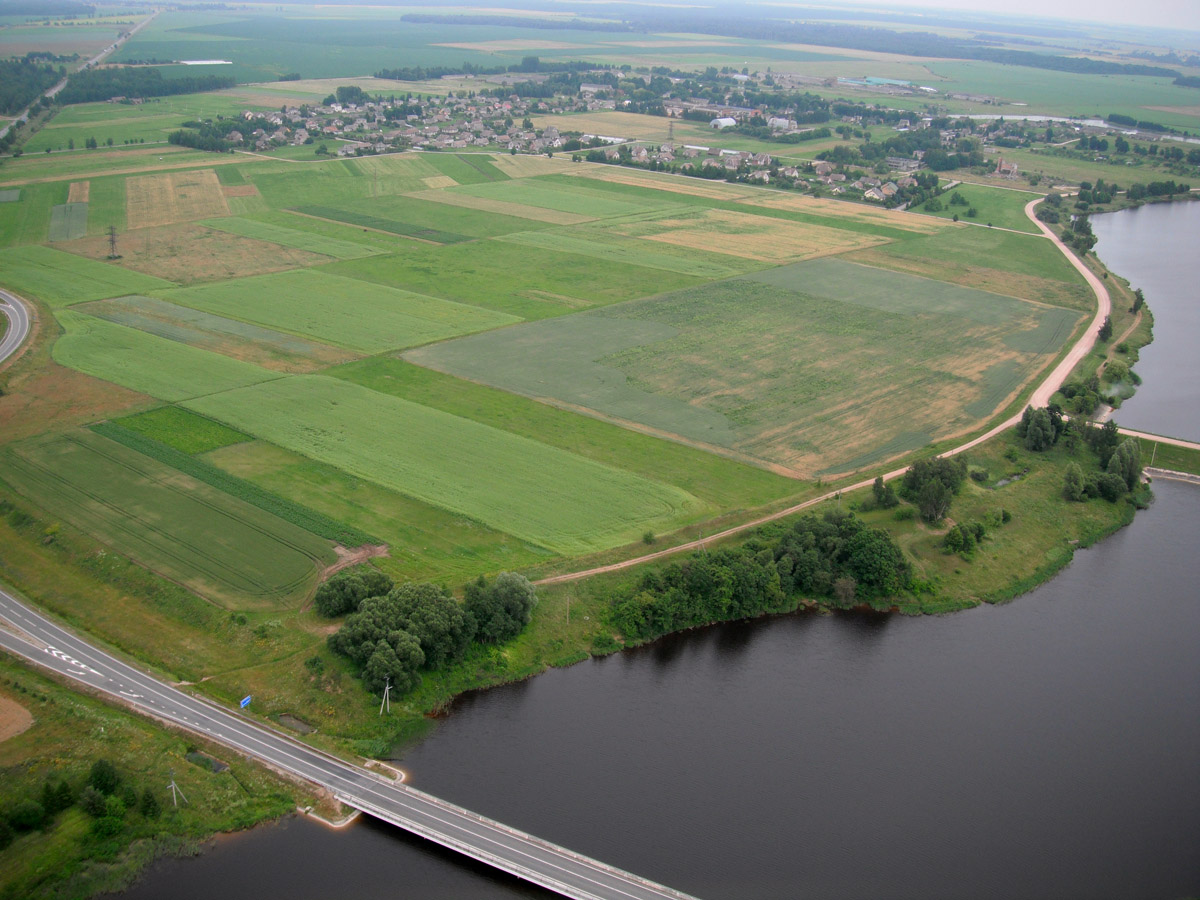
Flachland bei Aristava in der Rajongemeinde Kėdainiai, Bezirk Kaunas

Die Mittellitauische Niederung (lit. Vidurio Lietuvos žemuma, Mittellitauische Tiefebene) ist eine Tiefebene in Litauen, im Baltikum in Europa. Es wurde vor etwa 14.000 Jahren gebildet. Die maximale Breite der Mittellitauischen Niederung beträgt etwa 100 km, die absolute Höhe in der Mitte 80 bis 90 m, im Norden 50 bis 60 m, im Westen 35 bis 40 m.

## Lage
Das Tiefland befindet sich in der Osteuropäischen Ebene, in  der Region Mittellitauen. Das Tiefland  in Litauen  bildet einen Bogen  von Lettland (im Norden) bis Kaliningrad (im Südwesten). Es ist im Bezirk Kaunas und Bezirk Panevėžys.
Im Nordwesten erreicht die Tiefebene die Hügel von Linkuva, das Mitteltiefland von Venta,  Hochebene Ost-Niederlitauen, den Vilkyškiai-Hügel und im Südosten drei Hochländer (Sudauen, Dzūkai und Aukštaičiai).